# Felipe de Luis
Felipe de Luis Manero (Madrid, 19 de mayo de 1984), más conocido como Felipe de Luis, es un periodista radiofónico español especializado en deportes. Es autor del libro 'Sito Presidente', ganador del premio Café Bretón 2020. 
Se formó en el Colegio Nuestra Señora del Pilar, donde su potentísima voz sirvió para sustituir la sirena que marcaba los recreos. Como recompensa Zygmantovich, le fichó para la revista “Soy Pilarista” donde empezó a escribir sus primeros artículos periodísticos.
Destacó como narrador en las filas del equipo de Goles de Pedro Pablo Parrado entre octubre de 2010 y febrero de 2011. Anteriormente, fue colaborador del equipo de deportes de José Antonio Abellán en la Cadena COPE y realizador de La Linterna de los Deportes. Presentó  y dirigió el espacio deportivo 'A la Contra' en Radio 4G, que mezcla deportes y rock alternativo, de 14 a 16 horas, de lunes a viernes. Fue un programa que creó a una comunidad fiel de oyentes. Además, colaboró con el morning show 'La Jungla'. Anteriormente dirigió y presentó 'El Pelotazo'. Trabajó durante año y medio en Radio Pontevedra Cadena SER. Ahora cubre la actualidad del Celta de Vigo en Gol TV, realiza el podcast de análisis ¿Hablamos de fútbol?, es analista táctico en Ctxt y autor de reportajes y relatos en medios como Líbero, Panenka o Vice. Debutó como escritor en octubre de 2020, al publicar 'Sito Presidente', una crónica periodística libre y cargada de experiencias personales sobre la etapa en la que Sito Miñanco presidió el Juventud Cambados. Con este libro ganó el premio Café Bretón 2020.

## Carrera periodística
Estudió Ciencias de la Información en la Universidad Antonio de Nebrija. Comienza a trabajar en los servicios informativos de City FM Radio, desde donde salta a la redacción de deportes de la misma. Permanece en la emisora hasta julio de 2006.
Tras colaborar en diversas publicaciones deportivas de Internet, hace deportes durante tres meses en Telecinco. Ficha a comienzos de 2007 por el diario El Día de Guadalajara, donde entrevista personalmente a Fernando Torres. Realiza la información deportiva para varios programas de Radio Libertad entre mayo y octubre de 2007, llegando a dirigir su propio espacio en agosto del mismo año.
Entre febrero de 2008 y el verano de 2010 forma parte de la redacción de deportes de la Cadena COPE que dirigía por entonces José Antonio Abellán. Realiza colaboraciones en el espacio nocturno El Tirachinas, así como los resúmenes de la jornada en La Linterna de los Deportes dentro del informativo nocturno de Juan Pablo Colmenarejo.
En octubre de 2010 y tras la disgregación del equipo de Abellán, de Luis ficha por la emisora Es Radio, donde colabora en la Previa del espacio deportivo Goles de Pedro Pablo Parrado y donde también ejerce como comentarista y narrador de varios partidos de Liga hasta febrero de 2011, cuando por razones ajenas a su persona abandona el espacio y, por consiguiente, la emisora. 
A partir de ese momento, se dedica a diferentes proyectos digitales -siempre dentro del ámbito del periodismo deportivo- como 'Defensacentral.com' o 'TodoAtletico.es' (del que es director y fundador). De 2013 hasta abril de 2014, es una de las cabezas del ambicioso proyecto de 'LibertadFm', donde es copresentador del espacio deportivo 'A mi Manera', realiza las funciones de inalámbrico del Atlético en 'Grada Deportiva', programa que después pasa a presentar y dirigir.
En abril de 2014 se embarca en el nuevo proyecto de José Antonio Abellán, Radio 4G, donde dirigió y presentó 'El Pelotazo' y donde hizo lo propio con el espacio 'A la Contra', que mezcla deporte y música alternativa y que habitualmente tiene presencia en los medios. Además, colaboró en el morning show 'La Jungla' y participó en tertulias televisivas, como la de Punto Pelota.
Actualmente trabaja en Gol TV en la delegación de Galicia y como experto en fútbol realiza el podcast ¿Hablamos de fútbol?, hace análisis en Ctxt y es autor de reportajes y relatos en Panenka, Líbero o Vice. 
En octubre de 2020 publicó su primer libro, Sito Presidente, una crónica libre que narra la etapa en la que el narcotraficante Sito Miñanco presidió el Juventud Cambados. Con este libro ganó el premio Café Bretón 2020.